# Bactrocera murrayi
Bactrocera murrayi är en tvåvingeart som först beskrevs av Perkins 1939.  Bactrocera murrayi ingår i släktet Bactrocera och familjen borrflugor. Inga underarter finns listade.